# Morti nel 2023/Novembre
| Questa pagina contiene informazioni ricavate automaticamente dalle voci biografiche con l'ausilio del template Bio e di un bot. L'aggiornamento è periodico e automatico e ricostruisce completamente la pagina. Se manca una persona in questa lista, sei pregato di non aggiungerla, ma accertati piuttosto che la sua voce biografica contenga il template Bio e che i dati anagrafici siano correttamente compilati. Se il template Bio manca, inseriscilo tu stesso o, in alternativa, metti l'avviso {{tmp\|Bio}} che ne segnala la mancanza. Se i dati riportati sono sbagliati, correggi direttamente la voce biografica; le modifiche saranno visibili in questa lista entro pochi giorni. Per chiarimenti vedi il progetto biografie. La lista contiene solo le 200 persone che sono citate nell'enciclopedia e per le quali è stato implementato correttamente il template Bio. Pagina aggiornata al 18 ago 2025. |

- 1º novembre - Carlo Ambrosini, fumettista italiano (n. 1954)
- 1º novembre - Luigi Berlinguer, giurista e politico italiano (n. 1932)
- 1º novembre - Bob Knight, cestista e allenatore di pallacanestro statunitense (n. 1940)
- 1º novembre - Paride Taban, vescovo cattolico sudsudanese (n. 1936)
- 1º novembre - Vic Vergeat, chitarrista, cantautore e produttore discografico italiano (n. 1951)
- 2 novembre - Walter Davis, cestista statunitense (n. 1954)
- 2 novembre - Ragnar Næss, calciatore norvegese (n. 1944)
- 2 novembre - William Francis Ryan, bibliotecario britannico (n. 1937)
- 2 novembre - Zanele Situ, atleta paralimpica sudafricana (n. 1971)
- 2 novembre - Jurij Chatuevič Temirkanov, direttore d'orchestra russo (n. 1938)
- 3 novembre - Robert Butler, regista statunitense (n. 1927)
- 3 novembre - Vasco Cecchini, astronomo italiano (n. 1932)
- 3 novembre - Zdeněk Douša, cestista cecoslovacco (n. 1947)
- 3 novembre - Jozef Patrovič, imprenditore, cantante e attivista slovacco (n. 1941)
- 4 novembre - Marina Cicogna, nobile, produttrice cinematografica e fotografa italiana (n. 1934)
- 4 novembre - Aaron Harper, cestista statunitense (n. 1981)
- 4 novembre - Philip Meyer, giornalista e scrittore statunitense (n. 1930)
- 4 novembre - Lanfranco Pace, giornalista e scrittore inglese (n. 1947)
- 4 novembre - Cristina Quintarelli, nuotatrice italiana (n. 1963)
- 4 novembre - Mary Willis Walker, scrittrice statunitense (n. 1942)
- 5 novembre - Enrique Dussel, scrittore e filosofo argentino (n. 1934)
- 5 novembre - Evan Ellingson, attore statunitense (n. 1988)
- 5 novembre - Susi Eppenberger, politica svizzera (n. 1931)
- 5 novembre - John Lewis Heilbron, storico statunitense (n. 1934)
- 5 novembre - Paolo Magnani, vescovo cattolico italiano (n. 1926)
- 5 novembre - Cēzars Ozers, cestista sovietico (n. 1937)
- 6 novembre - Janet Landgard, attrice statunitense (n. 1947)
- 6 novembre - Roel Luynenburg, canottiere olandese (n. 1945)
- 6 novembre - Antoni Martí, politico andorrano (n. 1963)
- 6 novembre - Dino Piana, musicista e trombonista italiano (n. 1930)
- 6 novembre - Simon Sze, ingegnere taiwanese (n. 1936)
- 6 novembre - Roman Torochov, militare russo (n. 1984)
- 6 novembre - Bruno Zanoni, ciclista su strada e pistard italiano (n. 1952)
- 7 novembre - Bruno Bara, psichiatra e psicoterapeuta italiano (n. 1949)
- 7 novembre - Frank Borman, ingegnere e astronauta statunitense (n. 1928)
- 7 novembre - Diethelm Ferner, allenatore di calcio e calciatore tedesco (n. 1941)
- 7 novembre - Mirella Pace, doppiatrice e direttrice del doppiaggio italiana (n. 1937)
- 7 novembre - Federico Sacchi, calciatore argentino (n. 1936)
- 7 novembre - Dev Virahsawmy, scrittore, traduttore e politico mauriziano (n. 1942)
- 8 novembre - Valentina Leonidovna Ponomarëva, cosmonauta e ingegnera russa (n. 1933)
- 8 novembre - Anthony Thirlwall, economista britannico (n. 1941)
- 8 novembre - Giorgio Veneri, allenatore di calcio e calciatore italiano (n. 1939)
- 8 novembre - Jean-Pierre Verheggen, scrittore e poeta belga (n. 1942)
- 8 novembre - Adrian Webster, calciatore inglese (n. 1951)
- 9 novembre - Sergio Calligaris, pianista, compositore e pedagogo argentino (n. 1941)
- 9 novembre - Fred van Dorp, pallanuotista olandese (n. 1938)
- 9 novembre - Andrzej Perepeczko, scrittore polacco (n. 1930)
- 9 novembre - John Tooby, antropologo statunitense (n. 1952)
- 9 novembre - Tim Woodward, attore britannico (n. 1953)
- 10 novembre - Spiros Focas, attore greco (n. 1937)
- 10 novembre - Danilo Astori, politico e economista uruguaiano (n. 1940)
- 10 novembre - John Bailey, direttore della fotografia e regista statunitense (n. 1942)
- 10 novembre - David G. Compton, scrittore britannico (n. 1930)
- 10 novembre - Miah Dennehy, calciatore irlandese (n. 1950)
- 10 novembre - Nedžad Hasanbegović, calciatore jugoslavo (n. 1948)
- 10 novembre - Hiroyuki Hosoda, politico giapponese (n. 1944)
- 10 novembre - Charles Jordan, cestista statunitense (n. 1954)
- 10 novembre - Johnny Ruffo, cantante, attore e personaggio televisivo australiano (n. 1988)
- 10 novembre - Marcel Schlechter, politico lussemburghese (n. 1928)
- 10 novembre - Peter Stahlknecht, informatico tedesco (n. 1933)
- 10 novembre - Yazid bin Sa'ud Al Sa'ud, principe e funzionario saudita (n. 1955)
- 11 novembre - Anna Maria Balboni Ravegnani, sciatrice nautica e pattinatrice italiana (n. 1923)
- 11 novembre - Raphael Dwamena, calciatore ghanese (n. 1995)
- 11 novembre - D.J. Hayden, giocatore di football americano statunitense (n. 1990)
- 11 novembre - Estuardo Maldonado, scultore e pittore ecuadoriano (n. 1928)
- 11 novembre - Dimitrie Popescu, canottiere rumeno (n. 1961)
- 11 novembre - Kari Rahkamo, triplista e politico finlandese (n. 1933)
- 11 novembre - Nino Strano, politico italiano (n. 1950)
- 11 novembre - Angelita Vargas, ballerina e cantante spagnola (n. 1946)
- 11 novembre - Masatoshi Wakabayashi, politico e funzionario giapponese (n. 1934)
- 11 novembre - Antonio Del Monaco, politico e generale italiano (n. 1956)
- 12 novembre - Aldo Bet, calciatore e allenatore di calcio italiano (n. 1949)
- 12 novembre - Roman Čechmánek, hockeista su ghiaccio ceco (n. 1971)
- 12 novembre - Mustafa Hasanagić, calciatore e dirigente sportivo jugoslavo (n. 1941)
- 12 novembre - Akgün Kaçmaz, calciatore turco (n. 1935)
- 12 novembre - Helena Pilejczyk, pattinatrice di velocità su ghiaccio polacca (n. 1931)
- 12 novembre - Nina Nikolaevna Sadur, scrittrice e drammaturga russa (n. 1950)
- 12 novembre - Kraft Schepke, canottiere tedesco (n. 1934)
- 12 novembre - Karel Schwarzenberg, politico, nobile e imprenditore ceco (n. 1937)
- 12 novembre - José María Castillo Sánchez, scrittore e teologo spagnolo (n. 1929)
- 12 novembre - René Vizcaíno, calciatore messicano (n. 1946)
- 12 novembre - Don Walsh, oceanografo e esploratore statunitense (n. 1931)
- 12 novembre - Kusuma Wardhani, arciera indonesiana (n. 1964)
- 13 novembre - Michael Bishop, scrittore di fantascienza statunitense (n. 1945)
- 13 novembre - Michel Ciment, scrittore, giornalista e critico cinematografico francese (n. 1938)
- 13 novembre - Ignacio Poletti, cestista argentino (n. 1930)
- 13 novembre - Maryanne Trump Barry, avvocata e magistrata statunitense (n. 1937)
- 13 novembre - Devon Wylie, giocatore di football americano statunitense (n. 1988)
- 14 novembre - Angela Maria Bottari, politica italiana (n. 1945)
- 14 novembre - Subrata Roy, imprenditore e politico indiano (n. 1948)
- 14 novembre - Libero Sosio, traduttore e storico della filosofia italiano (n. 1935)
- 15 novembre - Italo Briccola, politico italiano (n. 1932)
- 15 novembre - George Chigova, calciatore zimbabwese (n. 1991)
- 15 novembre - Anna Felder, scrittrice e insegnante svizzera (n. 1937)
- 15 novembre - Hans Herbjørnsrud, scrittore norvegese (n. 1938)
- 15 novembre - Daisaku Ikeda, filosofo, scrittore e educatore giapponese (n. 1928)
- 16 novembre - Jan Bruin, cestista e allenatore di pallacanestro olandese (n. 1937)
- 16 novembre - Aurelio Buletti, poeta, scrittore e traduttore svizzero (n. 1946)
- 16 novembre - Albert Burger, sciatore alpino e allenatore di sci alpino tedesco (n. 1955)
- 16 novembre - Antonia Susan Byatt, scrittrice e critica letteraria britannica (n. 1936)
- 16 novembre - Michael Chapdelaine, chitarrista e insegnante statunitense (n. 1956)
- 16 novembre - Johnny Green, cestista statunitense (n. 1933)
- 16 novembre - Fernando Jara, calciatore cileno (n. 1930)
- 16 novembre - Pete Solley, tastierista, compositore e produttore discografico britannico (n. 1948)
- 17 novembre - Charlie Dominici, cantante statunitense (n. 1951)
- 17 novembre - Domenica Ercolani, supercentenaria italiana (n. 1910)
- 17 novembre - Zdeněk Groessl, pallavolista e allenatore di pallavolo cecoslovacco (n. 1941)
- 17 novembre - Henning Munk Jensen, calciatore danese (n. 1947)
- 17 novembre - Suzanne Shepherd, attrice e regista teatrale statunitense (n. 1934)
- 17 novembre - Henri Stambouli, calciatore e allenatore di calcio francese (n. 1961)
- 17 novembre - Bob de Groot, fumettista belga (n. 1941)
- 18 novembre - Giuseppe Arzilli, politico sammarinese (n. 1941)
- 18 novembre - David Del Tredici, compositore e pianista statunitense (n. 1937)
- 18 novembre - Ruud Geels, calciatore olandese (n. 1948)
- 19 novembre - Joss Ackland, attore britannico (n. 1928)
- 19 novembre - Marvin Arnesen, calciatore norvegese (n. 1963)
- 19 novembre - Rosalynn Carter, first lady statunitense (n. 1927)
- 19 novembre - José Chocano, cestista peruviano (n. 1929)
- 19 novembre - Marisa Jossa, modella italiana (n. 1938)
- 19 novembre - Anna Kanakis, modella e attrice italiana (n. 1962)
- 19 novembre - Wim van der Leegte, imprenditore olandese (n. 1947)
- 19 novembre - Colette Maze, pianista francese (n. 1914)
- 19 novembre - Carlton Pearson, pastore protestante e personaggio televisivo statunitense (n. 1953)
- 19 novembre - Hannes Strydom, rugbista a 15, farmacologo e imprenditore sudafricano (n. 1965)
- 19 novembre - Sara Tavares, cantautrice e chitarrista portoghese (n. 1978)
- 20 novembre - Max Capa, fumettista e editore italiano (n. 1944)
- 20 novembre - Miloš Grbić, calciatore jugoslavo (n. 1935)
- 20 novembre - Rob Krier, architetto, urbanista e scultore lussemburghese (n. 1938)
- 20 novembre - Martina Lubyová, politica e economista slovacca (n. 1967)
- 20 novembre - Giuseppe Orlando, calciatore italiano (n. 1938)
- 20 novembre - Enzo Rossi Roiss, giornalista, scrittore e poeta italiano (n. 1937)
- 20 novembre - Mars Williams, sassofonista, clarinettista e musicista statunitense (n. 1955)
- 21 novembre - Severino Baraldi, illustratore italiano (n. 1930)
- 21 novembre - Bettina Moissi, attrice tedesca (n. 1923)
- 21 novembre - Paul Tịnh Nguyễn Bình Tĩnh, vescovo cattolico vietnamita (n. 1930)
- 21 novembre - Georges Perroud, calciatore svizzero (n. 1941)
- 21 novembre - Jerónimo Saavedra, politico spagnolo (n. 1936)
- 21 novembre - Dale Spender, scrittrice e anglista australiana (n. 1943)
- 22 novembre - Carlo Carena, traduttore, critico letterario e insegnante italiano (n. 1925)
- 22 novembre - Tony Genato, cestista e allenatore di pallacanestro filippino (n. 1929)
- 22 novembre - Emmanuel Le Roy Ladurie, storico francese (n. 1929)
- 22 novembre - Maurizio Majorana, contrabbassista e bassista italiano (n. 1938)
- 22 novembre - François Musy, tecnico del suono svizzero (n. 1955)
- 23 novembre - Fathima Beevi, giudice e politica indiana (n. 1927)
- 23 novembre - Rona Hartner, attrice, cantante e musicista rumena (n. 1973)
- 23 novembre - Rubens Minelli, allenatore di calcio, dirigente sportivo e calciatore brasiliano (n. 1928)
- 23 novembre - Umberto Rocca, generale italiano (n. 1940)
- 24 novembre - Bruno Fagnoul, politico e insegnante belga (n. 1936)
- 24 novembre - Herb Klein, politico statunitense (n. 1930)
- 24 novembre - Rajkumar Kohli, produttore cinematografico e regista indiano (n. 1930)
- 24 novembre - Luca Sabatelli, costumista e scenografo italiano (n. 1936)
- 24 novembre - Elliot Silverstein, regista e produttore cinematografico statunitense (n. 1927)
- 24 novembre - Heidelinde Weis, attrice austriaca (n. 1940)
- 25 novembre - Alvise Battain, attore e doppiatore italiano (n. 1937)
- 25 novembre - Gérard Collomb, politico francese (n. 1947)
- 25 novembre - Maurizio Creuso, politico italiano (n. 1943)
- 25 novembre - Papi Khomane, calciatore sudafricano (n. 1975)
- 25 novembre - Aldo Lado, regista, sceneggiatore e scrittore italiano (n. 1934)
- 25 novembre - Terry Venables, calciatore e allenatore di calcio inglese (n. 1943)
- 26 novembre - Enzo Erminero, politico italiano (n. 1931)
- 26 novembre - Antonio Vitullo, arbitro di calcio italiano (n. 1931)
- 26 novembre - Alberto da Costa e Silva, diplomatico, scrittore e politico brasiliano (n. 1931)
- 27 novembre - Elise Boot, politica e giurista olandese (n. 1932)
- 27 novembre - Mary Cleave, astronauta e ingegnera statunitense (n. 1947)
- 27 novembre - Alessandro Figà Talamanca, matematico italiano (n. 1938)
- 27 novembre - Massimo Ghiotti, scultore italiano (n. 1938)
- 27 novembre - Paweł Huelle, scrittore, giornalista e dirigente d'azienda polacco (n. 1957)
- 27 novembre - Victor Kemper, direttore della fotografia statunitense (n. 1927)
- 27 novembre - Patrizia Onorato, calciatrice italiana (n. 1952)
- 27 novembre - Vanderlei Paiva Monteiro, allenatore di calcio e calciatore brasiliano (n. 1946)
- 27 novembre - Kurt Salterberg, militare tedesco (n. 1923)
- 27 novembre - Frances Sternhagen, attrice statunitense (n. 1930)
- 28 novembre - Lanny Gordin, compositore, musicista e polistrumentista brasiliano (n. 1951)
- 28 novembre - Charlie Munger, imprenditore, avvocato e filantropo statunitense (n. 1924)
- 28 novembre - John Nichols, scrittore statunitense (n. 1940)
- 28 novembre - Antōnīs Paragyios, calciatore greco (n. 1929)
- 28 novembre - Richard Rydze, tuffatore statunitense (n. 1950)
- 28 novembre - Cecil Sandford, pilota motociclistico britannico (n. 1928)
- 28 novembre - Germano Valsecchi, pugile italiano (n. 1948)
- 28 novembre - Josip Čorak, lottatore jugoslavo (n. 1943)
- 29 novembre - Elliott Erwitt, fotografo statunitense (n. 1928)
- 29 novembre - Franco Fasoli, calciatore italiano (n. 1955)
- 29 novembre - Rolf Geiger, calciatore tedesco (n. 1934)
- 29 novembre - Henry Kissinger, politico e diplomatico statunitense (n. 1923)
- 29 novembre - Michèle Rivasi, politica francese (n. 1953)
- 29 novembre - Taichi Yamada, scrittore e sceneggiatore giapponese (n. 1934)
- 30 novembre - Guido Bellini, generale italiano (n. 1939)
- 30 novembre - Guglielmo Berzano, politico italiano (n. 1929)
- 30 novembre - Joan Botam, presbitero e teologo spagnolo (n. 1926)
- 30 novembre - John Byrne, drammaturgo e artista britannico (n. 1940)
- 30 novembre - José Catieau, ciclista su strada francese (n. 1946)
- 30 novembre - Alistair Darling, politico britannico (n. 1953)
- 30 novembre - Sante Gaiardoni, pistard e ciclista su strada italiano (n. 1939)
- 30 novembre - Dietrich Laabs, allenatore di pallacanestro tedesco
- 30 novembre - Shane MacGowan, cantante e musicista irlandese (n. 1957)
- 30 novembre - Marcello Marziali, attore italiano (n. 1939)
- 30 novembre - Sheila Smith, attrice statunitense (n. 1933)
- 30 novembre - Vasilīs Vasilikos, scrittore, diplomatico e dirigente d'azienda greco (n. 1933)
- 30 novembre - Franco Zuccalà, giornalista e scrittore italiano (n. 1940)
- 30 novembre - Mamduh bin 'Abd al-'Aziz Al Sa'ud, principe e politico saudita (n. 1939)